# Marsilio Landriani
 (janvier 2024).
Marsilio Landriani, né le 1er octobre 1751 à Milan et mort le 13 mars 1815 à Vienne, est un physicien, chimiste et météorologue italien.

## Biographie
Landriani naît en 1751 d'une famille patricienne. La publication d'un ouvrage sur les causes physiques de la salubrité de l'air lui vaut en 1776 la chaire de physique du « gymnase » de Brera. En 1782, il est officiellement chargé d'un voyage d'étude sur les industries horlogère et cotonnière de Genève. Puis en 1787-1788, il entreprend une longue mission d'information à travers les principaux pays d'Europe en vue de contribuer à l'avancement des sciences et des manufactures. De passage à Vienne, il tisse des liens avec les milieux gouvernementaux qui lui confèrent par la suite des missions diplomatiques. Il séjourne de 1791 à 1794 à Dresde. Cette même année, il rentre à Vienne où il demeure jusqu'à sa mort, le 13 mars 1815).
Ce correspondant et ami de Saussure s'intéresse comme lui à l'électricité, au magnétisme, à l'eudiométrie, aux techniques, aux instruments scientifiques et à la chimie. Ses différents articles dans ces domaines lui valent le titre de correspondant de l'Académie des sciences. Landriani invente également un anémomètre et un achronyomètres destiné à mesurer la quantité de pluie tombée.